# Katarina Nyberg
Katarina Nyberg (Örnsköldsvik, 16 de noviembre de 1965) es una deportista sueca que compitió en curling.
Participó en dos Juegos Olímpicos de Invierno, obteniendo una medalla de bronce en Nagano 1998 y el sexto lugar en Salt Lake City 2002.
Ganó seis medallas en el Campeonato Mundial de Curling entre los años 1992 y 1999, y seis medallas en el Campeonato Europeo de Curling entre los años 1992 y 2000.

## Palmarés internacional
| Juegos Olímpicos   | Juegos Olímpicos                  | Juegos Olímpicos  | Juegos Olímpicos |
| Año                | Lugar                             | Medalla           | Prueba           |
| ------------------ | --------------------------------- | ----------------- | ---------------- |
| 1998               | Nagano (Japón)                    | Medalla de bronce | Equipo           |
| Campeonato Mundial |                                   |                   |                  |
| Año                | Lugar                             | Medalla           | Prueba           |
| 1992               | Garmisch-Partenkirchen (Alemania) | Medalla de oro    | Equipo           |
| 1993               | Ginebra (Suiza)                   | Medalla de bronce | Equipo           |
| 1994               | Oberstdorf (Alemania)             | Medalla de bronce | Equipo           |
| 1995               | Brandon (Canadá)                  | Medalla de oro    | Equipo           |
| 1998               | Kamloops (Canadá)                 | Medalla de oro    | Equipo           |
| 1999               | Saint John (Canadá)               | Medalla de oro    | Equipo           |
| Campeonato Europeo |                                   |                   |                  |
| Año                | Lugar                             | Medalla           | Prueba           |
| 1992               | Perth (Reino Unido)               | Medalla de oro    | Equipo           |
| 1993               | Leukerbad (Suiza)                 | Medalla de oro    | Equipo           |
| 1995               | Grindelwald (Suiza)               | Medalla de bronce | Equipo           |
| 1996               | Copenhague (Dinamarca)            | Medalla de plata  | Equipo           |
| 1997               | Füssen (Alemania)                 | Medalla de oro    | Equipo           |
| 2000               | Oberstdorf (Alemania)             | Medalla de oro    | Equipo           |